# Steindorf (Wiesenburg/Mark)
Steindorf ist ein Wohnplatz im Ortsteil Schlamau der Gemeinde Wiesenburg/Mark im Landkreis Potsdam-Mittelmark in Brandenburg.

## Lage
Die Siedlung liegt im äußersten Nordosten der Gemarkung und grenzt im Norden und Osten an die Stadt Bad Belzig an. Die nördlich gelegenen Flächen werden vorzugsweise landwirtschaftlich genutzt. Die südlich gelegenen Flächen sind bewaldet; südwestlich liegt der Schmerwitzer Wildpark. Die Landstraße 95 führt als einzige Verbindung südlich in West-Ost-Richtung an der Wohnbebauung vorbei. Im Süden der Gemarkung wurde ein Schlosswall mit einigen frühdeutschen Scherbenfunden gesichert. Im Norden lag vermutlich die wüste Feldmark Fixdorf.

## Geschichte
Die erste urkundliche Erwähnung existiert aus dem Jahr 1837 als in dem dorphe steyndorph, das zu dieser Zeit vermutlich noch besetzt war. Vier Stücke des Dorfes gehörten zu dieser Zeit als Leibgedinge der Frau von Thümen. Das wüste Dorf Steindorff war vor 1419/1420 im Besitz der Familie von Kracht. Vor 1487 übernahm die Familie von Brandt von Lindau den Ort. Im Jahr 1575 ist die Existenz eines Brachmeiers überliefert. Kurz darauf erschien ein Vorwerk mit Schäferei (1592). Dort konnten im Jahr 1627 insgesamt 588 Scheffel Roggen, 384 Scheffel Gerste und 288 Scheffel Hafer geerntet werden. Außerdem wurden 40 Stück Rindvieh, 450 Schafnöser und 18 Schweine gehalten. Der Schäfer hieß im Jahr 1664 Martin Schade; er hatte das Vorwerk von Jobst Brandt von Lindau gepachtet. Wenige Jahre später ging das Vorwerk an Matthes Haßler und Michael Petzolt.
Im Jahr 1702 betrug die Aussaat 6 Wispel Roggen, 3 Wispel Gerste, 3 Wispel Hafer. Es wurden 20 Kühe, 450 Schafe und 18 Schweine gehalten. Im Dorf lebten im Jahr 1817 insgesamt 32 Personen; 1837 waren es 38 Personen in fünf Wohnhäusern. Die Gemarkung war im Jahr 1858 insgesamt 4802 Morgen (Mg) groß und bestand aus 2 Mg Gehöfte, 800 Mg Acker und 4000 Mg Wald. Es bestand aus einem Vorwerk mit Forsthaus sowie sechs Wohn- und 17 Wirtschaftsgebäuden. Das Forsthaus wurde ab 1885 als Wohnplatz geführt.
Zur Jahrhundertwende standen in Steindorf vier Häuser. Im Jahr 1929 wurde Steindorf mit einem Teil des Gutsbezirks Schmerwitz nach Schlamau eingemeindet und war dort ab 1931 ein Wohnplatz. Im Jahr 1973 gab es ein VEG Schmerwitz Arbeitsstätte Steindorf. Im Ort ist im Jahr 2022 eine Tierschutzorganisation ansässig.

## Bevölkerungsentwicklung
| Jahr      | 1817 | 1837 | 1858 | 1871 | 1885                 | 1895 | 1905 | 1925 |
| Einwohner | 32   | 38   | 46   | 35   | 30 und 7 (Forsthaus) | 26   | 28   | 27   |

## Kultur und Sehenswürdigkeiten
- Der Schafstall in der Straße Steindorf 3 steht unter Denkmalschutz.